# Logo olfactif
Un logo olfactif ou logolf est un terme marketing qui désignerait  « l'équivalent olfactif d'un logotype graphique pour la communication d'une société ou d'une marque ».
Une marque peut décider d'associer une odeur particulière pour créer une ambiance particulière, être mémorisée par le client et stimuler les ventes.